# Pavel Novák (basketbalista)
Pavel Novák je český basketbalista hrající Národní basketbalovou ligu za tým BK Prostějov. Hraje na pozici křídla.
Je vysoký 198 cm, váží 92 kg.

## Kariéra
- 2004 - 2009 : BK Prostějov
- 2005 - 2006 : SK UP Olomouc (střídavý start v nižší soutěži)

## Statistiky
| Sezóna   | Soutěž      | Odehrané minuty | Průměr na zápas | Body | Průměr na zápas |
| -------- | ----------- | --------------- | --------------- | ---- | --------------- |
| 2004/05  | Mattoni NBL | 119.1           | 7.9             | 48   | 3.2             |
| 2004/05  | Český pohár | 10.0            | 10.0            | 6    | 6.0             |
| 2005/06  | Mattoni NBL | 86.9            | 6.7             | 23   | 1.8             |
| 2005/06  | 2. liga     | 53.4            | 17.8            | 34   | 11.3            |
| 2006/07* | Mattoni NBL | 133.0           | 19.0            | 72   | 10.3            |

 *Rozehraná sezóna - údaje k 20.1.2007 